# Football League Cup 1972-1973
La Football League Cup 1972-1973 è stata la 13ª edizione del terzo torneo calcistico più importante del calcio inglese, la 7ª in finale unica. La manifestazione, ebbe inizio il 15 agosto 1972 e si concluse il 3 marzo 1973 con la finale di Wembley.
Il trofeo fu vinto dal Tottenham Hotspur, che nell'atto conclusivo ebbe la meglio sul Norwich City, imponendosi con il risultato di 1-0.

## Formula
La Football League Cup era riservata alle 92 squadre della Football League. Il torneo era composto da scontri ad eliminazione diretta, ad esclusione delle semifinali che prevedevano due match, dove la squadra con il miglior risultato combinato accedeva alla finale unica. Se uno scontro terminava in parità, la sfida veniva ripetuta a campi invertiti fino a quando una delle due contendenti non otteneva la vittoria, mentre in finale, si rigiocava sempre in campo neutro. In caso di pareggio, anche nel replay, si faceva ricorso ai tempi supplementari.
|                              | Squadre che entrano in questo turno                                                                    | Squadre qualificate dal turno precedente    |
| ---------------------------- | --- | ------------------------------------------- |
| Primo turno (56 squadre)     | - 24 squadre dalla Fourth Division - 24 squadre dalla Third Division - 8 squadre dalla Second Division |                                             |
| Secondo turno (64 squadre)   | - 22 squadre dalla First Division - 14 squadre dalla Second Division                                   | - 28 squadre vincitrici del primo turno     |
| Terzo turno (32 squadre)     | | - 32 squadre vincitrici del secondo turno   |
| Quarto turno (16 squadre)    | | - 16 squadre vincitrici del terzo turno     |
| Quarti di finale (8 squadre) | | - 8 squadre vincitrici del quarto turno     |
| Semifinali (4 squadre)       | | - 4 squadre vincitrici dei quarti di finale |
| Finale (2 squadre)           | | - 2 squadre vincitrici delle semifinali     |

## Primo turno
| Squadra 1        | Risultato | Squadra 2        |
| ---------------- | --------- | ---------------- |
| 15 agosto 1972   |           |                  |
| Halifax Town     | 1 - 2     | Bury             |
| Northampton Town | 0 - 3     | Charlton         |
| Plymouth         | 0 - 2     | Bournemouth      |
| Scunthorpe Utd   | 0 - 0     | Chesterfield     |
| Swansea City     | 1 - 1     | Newport County   |
| 16 agosto 1972   |           |                  |
| Aston Villa      | 4 - 1     | Hereford Utd     |
| Barnsley         | 0 - 0     | Grimsby Town     |
| Blackburn        | 0 - 1     | Rochdale         |
| Bolton           | 3 - 0     | Oldham Athletic  |
| Bradford City    | 1 - 1     | Stockport County |
| Brentford        | 1 - 0     | Cambridge Utd    |
| Brighton         | 2 - 1     | Exeter City      |
| Cardiff City     | 2 - 2     | Bristol Rovers   |
| Chester City     | 4 - 3     | Shrewsbury Town  |
| Darlington       | 0 - 1     | Rotherham Utd    |
| Gillingham       | 1 - 0     | Colchester Utd   |
| Hartlepool Utd   | 1 - 0     | Doncaster        |
| Leyton Orient    | 2 - 0     | Watford          |
| Mansfield Town   | 3 - 1     | Lincoln City     |
| Notts County     | 3 - 1     | York City        |
| Oxford Utd       | 4 - 0     | Peterborough Utd |
| Reading          | 1 - 1     | Fulham           |
| Southend Utd     | 2 - 1     | Aldershot        |
| Southport        | 4 - 1     | Walsall          |
| Torquay Utd      | 1 - 2     | Portsmouth       |
| Tranmere         | 0 - 1     | Port Vale        |
| Workington       | 1 - 0     | Preston N.E.     |
| Wrexham          | 4 - 0     | Crewe Alexandra  |

### Replay
| Squadra 1        | Risultato      | Squadra 2      |
| ---------------- | -------------- | -------------- |
| 21 agosto 1972   |                |                |
| Stockport County | 1 - 1 (d.t.s.) | Bradford City  |
| 22 agosto 1972   |                |                |
| Bristol Rovers   | 3 - 1          | Cardiff City   |
| Grimsby Town     | 2 - 0          | Barnsley       |
| Newport County   | 3 - 0          | Swansea City   |
| 23 agosto 1972   |                |                |
| Chesterfield     | 5 - 0          | Scunthorpe Utd |
| Fulham           | 1 - 1 (d.t.s.) | Reading        |

### Secondo Replay
| Squadra 1      | Risultato | Squadra 2        |
| -------------- | --------- | ---------------- |
| 28 agosto 1972 |           |                  |
| Bradford City  | 0 - 2     | Stockport County |
| Reading        | 0 - 1     | Fulham           |

## Secondo turno
| Squadra 1         | Risultato | Squadra 2         |
| ----------------- | --------- | ----------------- |
| 5 settembre 1972  |           |                   |
| Arsenal           | 1 - 0     | Everton           |
| Birmingham City   | 1 - 1     | Luton Town        |
| Bristol Rovers    | 4 - 0     | Brighton          |
| Bury              | 1 - 0     | Grimsby Town      |
| Carlisle Utd      | 1 - 1     | Liverpool         |
| Charlton          | 4 - 3     | Mansfield Town    |
| Coventry City     | 1 - 0     | Hartlepool Utd    |
| Crystal Palace    | 0 - 1     | Stockport County  |
| Gillingham        | 0 - 2     | Millwall          |
| Hull City         | 1 - 0     | Fulham            |
| Middlesbrough     | 2 - 0     | Wrexham           |
| Newport County    | 0 - 3     | Ipswich Town      |
| Nottingham Forest | 0 - 1     | Aston Villa       |
| Port Vale         | 1 - 3     | Newcastle Utd     |
| Rotherham Utd     | 2 - 0     | Brentford         |
| Southampton       | 0 - 0     | Chester City      |
| Swindon Town      | 0 - 1     | Derby County      |
| Wolverhampton     | 2 - 1     | Leyton Orient     |
| 6 settembre 1972  |           |                   |
| Bournemouth       | 0 - 0     | Blackpool         |
| Leeds Utd         | 4 - 0     | Burnley           |
| Manchester City   | 4 - 0     | Rochdale          |
| Norwich City      | 2 - 1     | Leicester City    |
| Notts County      | 3 - 2     | Southport         |
| Oxford Utd        | 2 - 2     | Manchester Utd    |
| Portsmouth        | 0 - 1     | Chesterfield      |
| Sheffield Weds    | 2 - 0     | Bolton            |
| Southend Utd      | 0 - 1     | Chelsea           |
| Stoke City        | 3 - 0     | Sunderland        |
| Tottenham         | 2 - 1     | Huddersfield Town |
| West Bromwich     | 2 - 1     | QPR               |
| West Ham Utd      | 2 - 1     | Bristol City      |
| Workington        | 0 - 1     | Sheffield Utd     |

### Replay
| Squadra 1         | Risultato      | Squadra 2       |
| ----------------- | -------------- | --------------- |
| 11 settembre 1972 |                |                 |
| Blackpool         | 1 - 1 (d.t.s.) | Bournemouth     |
| 12 settembre 1972 |                |                 |
| Manchester Utd    | 2 - 1          | Oxford Utd      |
| 13 settembre 1972 |                |                 |
| Chester City      | 2 - 2 (d.t.s.) | Southampton     |
| Luton Town        | 1 - 1 (d.t.s.) | Birmingham City |
| 19 settembre 1972 |                |                 |
| Liverpool         | 5 - 1          | Carlisle Utd    |

### Secondo Replay
| Squadra 1         | Risultato | Squadra 2    |
| ----------------- | --------- | ------------ |
| 18 settembre 1972 |           |              |
| Bournemouth       | 1 - 2     | Blackpool    |
| 19 settembre 1972 |           |              |
| Birmingham City   | 1 - 0     | Luton Town   |
| 20 settembre 1972 |           |              |
| Southampton       | 2 - 0     | Chester City |

## Terzo turno
| Squadra 1        | Risultato | Squadra 2       |
| ---------------- | --------- | --------------- |
| 3 ottobre 1972   |           |                 |
| Arsenal          | 5 - 0     | Rotherham Utd   |
| Birmingham City  | 2 - 1     | Coventry City   |
| Bristol Rovers   | 1 - 1     | Manchester Utd  |
| Bury             | 2 - 0     | Manchester City |
| Hull City        | 1 - 2     | Norwich City    |
| Ipswich Town     | 1 - 2     | Stoke City      |
| Middlesbrough    | 1 - 1     | Tottenham       |
| Millwall         | 2 - 0     | Chesterfield    |
| Sheffield Utd    | 0 - 0     | Charlton        |
| Southampton      | 1 - 3     | Notts County    |
| West Bromwich    | 1 - 1     | Liverpool       |
| 4 ottobre 1972   |           |                 |
| Aston Villa      | 1 - 1     | Leeds Utd       |
| Derby County     | 0 - 0     | Chelsea         |
| Newcastle Utd    | 0 - 3     | Blackpool       |
| Stockport County | 2 - 1     | West Ham Utd    |
| Wolverhampton    | 3 - 1     | Sheffield Weds  |

### Replay
| Squadra 1       | Risultato      | Squadra 2      |
| --------------- | -------------- | -------------- |
| 9 ottobre 1972  |                |                |
| Chelsea         | 3 - 2          | Derby County   |
| 10 ottobre 1972 |                |                |
| Charlton        | 2 - 2 (d.t.s.) | Sheffield Utd  |
| Liverpool       | 2 - 1 (d.t.s.) | West Bromwich  |
| 11 ottobre 1972 |                |                |
| Leeds Utd       | 2 - 0          | Aston Villa    |
| Manchester Utd  | 1 - 2          | Bristol Rovers |
| Tottenham       | 0 - 0 (d.t.s.) | Middlesbrough  |

### Secondo Replay
| Squadra 1       | Risultato      | Squadra 2     |
| --------------- | -------------- | ------------- |
| 23 ottobre 1972 |                |               |
| Sheffield Utd   | 1 - 0 (d.t.s.) | Charlton      |
| 30 ottobre 1972 |                |               |
| Tottenham       | 2 - 1 (d.t.s.) | Middlesbrough |

## Quarto turno
| Squadra 1        | Risultato | Squadra 2       |
| ---------------- | --------- | --------------- |
| 31 ottobre 1972  |           |                 |
| Blackpool        | 2 - 0     | Birmingham City |
| Bury             | 0 - 1     | Chelsea         |
| Liverpool        | 2 - 2     | Leeds Utd       |
| Notts County     | 3 - 1     | Stoke City      |
| Sheffield Utd    | 1 - 2     | Arsenal         |
| Wolverhampton    | 4 - 0     | Bristol Rovers  |
| 1 novembre 1972  |           |                 |
| Stockport County | 1 - 5     | Norwich City    |
| Tottenham        | 2 - 0     | Millwall        |

### Replay
| Squadra 1        | Risultato | Squadra 2 |
| ---------------- | --------- | --------- |
| 22 novembre 1972 |           |           |
| Leeds Utd        | 0 - 1     | Liverpool |

## Quarti di finale
| Squadra 1        | Risultato | Squadra 2    |
| ---------------- | --------- | ------------ |
| 21 novembre 1972 |           |              |
| Arsenal          | 0 - 3     | Norwich City |
| Wolverhampton    | 1 - 1     | Blackpool    |
| 22 novembre 1972 |           |              |
| Chelsea          | 3 - 1     | Notts County |
| 4 dicembre 1972  |           |              |
| Liverpool        | 1 - 1     | Tottenham    |

### Replay
| Squadra 1        | Risultato | Squadra 2     |
| ---------------- | --------- | ------------- |
| 28 novembre 1972 |           |               |
| Blackpool        | 0 - 1     | Wolverhampton |
| 6 dicembre 1972  |           |               |
| Tottenham        | 3 - 1     | Liverpool     |

## Semifinali
| Squadra 1     | Totale | Squadra 2    | Andata           | Ritorno          |
| ------------- | ------ | ------------ | ---------------- | ---------------- |
|               |        |              | 13 dicembre 1972 | 3 gennaio 1973   |
| Chelsea       | 0 - 3  | Norwich City | 0 - 2            | 0 - 1            |
|               |        |              | 20 dicembre 1972 | 30 dicembre 1972 |
| Wolverhampton | 3 - 4  | Tottenham    | 1 - 2            | 2 - 2 (d.t.s.)   |

## Finale
| Arbitro: | David Smith |

|            |           |  |
| Coates 72’ | Marcatori |  |

| Tottenham Hotspur | Norwich City |

| TOTTENHAM HOTSPUR |                   |     |
|                   |                   |     |
| 1                 | Pat Jennings      |     |
| 2                 | Joe Kinnear       |     |
| 3                 | Cyril Knowles     |     |
| 4                 | John Pratt        | 25’ |
| 5                 | Mike England      |     |
| 6                 | Phil Beal         |     |
| 7                 | Alan Gilzean      |     |
| 8                 | Steve Perryman    |     |
| 9                 | Martin Chivers    |     |
| 10                | Martin Peters (C) |     |
| 11                | Jimmy Pearce      |     |
| A disposizione:   |                   |     |
| 12                | Ralph Coates      | 25’ |
| Manager:          |                   |     |
| Bill Nicholson    |                   |     |

| NORWICH CITY    |                   |     |
|                 |                   |     |
| 1               | Kevin Keelan      |     |
| 2               | Clive Payne       |     |
| 3               | Geoff Butler      |     |
| 4               | Dave Stringer     |     |
| 5               | Duncan Forbes (C) |     |
| 6               | Max Briggs        |     |
| 7               | Doug Livermore    |     |
| 8               | Jim Blair         | 82’ |
| 9               | David Cross       |     |
| 10              | Graham Paddon     |     |
| 11              | Terry Anderson    |     |
| A disposizione: |                   |     |
| 12              | Trevor Howard     | 82’ |
| Manager:        |                   |     |
| Ron Saunders    |                   |     |